# Национално знаме на Бахамски острови
Националното знаме на Бахамски острови е прието на 10 юли 1973 година. Съставено е от три равни хоризонтални ивици в синьо, жълто и синьо. От лявата страна има черен триъгълник. Черният триъгълник представлява единството и решимостта на народа на Бахамите. Сините ивици представляват морето около островите, а златната континенталната част на Бахамите.

## Знаме през годините
- (1869 – 1904)
- (1904 – 1923)
- (1923 – 1953)
- (1953 – 1964)